# Metal Up Your Ass (Executioner demo)
Metal Up Your Ass er den første demo af det amerikanske dødsmetal-band Obituary udgivet tilbage i 1985, da de gik under navnet Executioner. I mdosætningen til deres senere dødsmetalstil er denne musikalske stil primært præget af thrash metal. Metal Up Your Ass blev udgivet i et oplag på cirka 100 vinyl og 500 kassettebånd.

## Spor
1. "Metal Up Your Ass" – 03:53
2. "Syco-pathic Mind" – 04:11

## Fodnoter
1. ↑  Xecutioner på Encyclopaedia Metallum
2. ↑  "Metal Up Your Ass". cultmetal.com. Arkiveret fra originalen 8. april 2009. Hentet 2009-12-24.